# Zetten-Andelst vasútállomás
Zetten-Andelst vasútállomás vasútállomás Hollandiában, Overbetuwe községben, 
- Zetten
- Andelst

 településen.

## Vasútvonalak
Az állomást az alábbi vasútvonalak érintik:
- Elst-Dordrecht-vasútvonal

## Kapcsolódó állomások
A vasútállomáshoz az alábbi állomások vannak a legközelebb:
- Hemmen-Dodewaard vasútállomás
- Elst vasútállomás